# Michal Bedřich z Althanu
Michal Bedřich z Althanu (20. července 1682 Kladsko – 20. června 1734 Vác) byl církevní hodnostář a diplomat původem z českých zemí ze šlechtického rodu Althanů. V letech 1718–1734 byl biskupem ve Váci, v roce 1719 dosáhl hodnosti kardinála. V období 1722–1728 byl rakouským místokrálem v Neapoli.

## Životopis
Narodil se v Kladsku jako nejmladší syn císařského diplomata a zemského hejtmana v Kladsku Michaela Václava z Althannu (1630–1686) a jeho manželky Anny Marie Alžběty Aspremont-Lynden (1646–1723). Studium zahájil na jezuitské koleji v Kladsku, později získal doktorát teologie na Karlově univerzitě v Praze. Již v raném mládí obdržel řadu čestných církevních prebend, byl kanovníkem v Praze, Vratislavi a Olomouci. V roce 1718 se stal biskupem ve Vácu, od roku 1719 byl kardinálem a v roce 1720 byl jmenován císařským tajným radou. V letech 1720–1722 zastával funkci císařského vyslance u Svatého stolce a jako diplomat se výrazně uplatnil při volbě papeže v roce 1721, později se jako kardinál zúčastnil v roce 1730 volby papeže Klementa XII. Vrcholem jeho kariéry byla funkce místokrále v Neapoli, kterou zastával v letech 1722–1728.
V r. 1729 nechal v Římě na památku kanonizace Jana Nepomuckého umístit na začátku Milvijského mostu mramorovou sochu světce v nadživotní velikosti.
Díky svým starším sestrám byl švagrem vysoce postavených dvořanů z české šlechty, Maxmiliána Quidobalda z Martinic a Ferdinanda z Lobkovic, po matce byl synovcem císařského polního maršála Ferdinanda Goberta Aspremont-Lyndena.